# 伊東洋平
伊東 洋平（いとう ようへい、1981年4月28日 - ）は、宮城県仙台市を拠点に活動しているシンガーソングライター。元イケメン'ズのメンバー（2005年 - 2014年）。

## 経歴
2014年8月にソロでの活動を開始
2021年12月25日、5年越しの夢として目指してきた仙台サンプラザホールでのワンマンライブはチケット完売。2022年からは「伊東洋平第二章」としてスタートを遂げ活動中。
2024年4月29日、初のベストアルバム『NEXT DOOR』をリリース。
東北高等学校在学時、ブラジルにサッカー留学をした経験あり。

## ディスコグラフィ

### シングル
|     | リリース      | タイトル                        | 最高位                             |
| --- | ------------- | ------------------------------- | ---------------------------------- |
| 1st | 2015年3月25日 | 扉へのヒカリ                    | オリコンインディーズランキング11位 |
| 2nd | 2016年4月6日  | HERO                            |                                    |
| 3rd | 2018年6月6日  | TSUBASA                         |                                    |
| 4th | 2019年4月28日 | キセキのカケラ/Every single day |                                    |
| 5th | 2023年1月18日 | Refrain!                        |                                    |
| 6th | 2025年4月9日  | 愛の歌                          |                                    |

### アルバム
|     | リリース      | タイトル     |
| --- | ------------- | ------------ |
| 1st | 2017年2月8日  | One for All, |
| 2nd | 2020年11月4日 | Hereditary   |
| 3rd | 2021年12月1日 | Door         |

### ベスト・アルバム
|     | リリース      | タイトル  | タイトル  |
| --- | ------------- | --------- | --------- |
| 1st | 2024年4月28日 | NEXT DOOR | NEXT DOOR |

### 配信限定リリース
| リリース     | タイトル |
| ------------ | --- |
| 2022年9月7日 | 「君へ逢いにいく」 只見線全線再開通記念ドラマ「あいせき列車 只見線 〜小出で恋して 会津を愛して〜」主題歌 （作詞 伊東洋平・坂内譲/作曲 小林俊太郎） |

### DVD
| リリース       | タイトル |
| -------------- | --- |
| 2016年4月10日  | 「みやぎの歌〜MOVIN' ON〜」ライブDVD 2015年11月、宮城県内の7会場をキーボーディスト佐藤達哉とともに巡った宮城ツアー。                                  |
| 2017年4月22日  | 「伊東洋平ワンマンライブ in SENDAI PIT『One for all,』」ライブDVD 2016年11月6日、仙台PITにて開催されたライブ。                                        |
| 2020年5月10日  | 「伊東洋平 ワンマンライブ『開幕ベル 〜Alea iacta est〜』」ライブDVD 2019年12月20日、仙台市戦災復興記念館にて開催されたライブ。                        |
| 2020年10月20日 | 「伊東洋平 配信ワンマンライブ 〜二つとない今日を歌う.2020〜」ライブDVD 2020年8月10日、仙台PITにて開催された配信限定ライブ。                           |
| 2023年1月2日   | 「伊東洋平 仙台サンプラザホールワンマンライブ『〜for〜』」ライブDVD 2021年12月25日、5年越しの目標としてきた仙台サンプラザホールにて開催されたライブ。 |

## タイアップ
| 起用年 | 楽曲                            | タイアップ                                                                           |
| ------ | ------------------------------- | ------------------------------------------------------------------------------------ |
| 2015年 | マツシマ★パレード               | マリンピア松島水族館 CMソング                                                        |
| 2016年 | 大空refresh！                   | イオンモール名取「ナトリフレッシュ」キャンペーン CMソング                            |
| 2016年 | 大空refresh！                   | 宮城ケーブルテレビ「LEOの珍丼中」オープニングテーマ                                  |
| 2016年 | ありがとう                      | 山一地所「ありがとう」篇 CMソング                                                    |
| 2016年 | One                             | 宮城県赤十字血液センター 献血推進キャンペーンソング                                  |
| 2017年 | 七夕花火                        | 第48回仙台七夕花火祭 テーマソング                                                    |
| 2017年 | ありがとう                      | 仙台放送「あらあらかしこ」4月後半エンディングテーマ                                  |
| 2018年 | イモ天Sunday♪                   | イオンモール天童3周年祭 CMソング                                                     |
| 2018年 | キセキのカケラ                  | 山一地所「おかえり、ただいま」篇 CMソング                                            |
| 2019年 | 七つの絆                        | 東北電気保安協会「保安業務2019」篇 CMソング                                          |
| 2019年 | 七つの絆                        | 東北電気保安協会「オリジナルソング」篇 CMソング                                      |
| 2019年 | TUBASA                          | ネッツトヨタ仙台 CMソング                                                            |
| 2019年 | ピース                          | イオン「PEACE FIT 極ふわっと」PVテーマソング                                         |
| 2020年 | リボン                          | 仙台放送 局キャンペーン「RIBBON」CMソング                                            |
| 2020年 | ブラシカ                        | 仙台放送 局キャンペーン「RIBBON」CMソング                                            |
| 2020年 | Well&Will                       | 仙台放送 局キャンペーン「RIBBON」CMソング                                            |
| 2020年 | 歩み                            | 山一地所 オフィシャルイメージソング                                                  |
| 2020年 | 七つの絆                        | 東北電気保安協会「ほあんだいす2020」篇 CMソング                                      |
| 2021年 | Door                            | 山一地所「人と地域のちからに」篇 CMソング                                            |
| 2021年 | 七つの絆                        | 東北電気保安協会 「想いのロゴマーク」篇 CMソング                                     |
| 2022年 | Door                            | 山一地所「つむぐ手拍子」篇 CMソング                                                  |
| 2022年 | Refrain!                        | 河北新報オンライン イメージソング                                                    |
| 2022年 | 小エビサンドに乗って            | Enter Language Academy オフィシャルイメージソング                                    |
| 2022年 | 君へ逢いにいく                  | 只見線全線再開通記念ドラマ｢あいせき列車 只見線 ～小出で恋して 会津を愛して～｣ 主題歌 |
| 2022年 | 君へ逢いにいく                  | TOKYO MX系列「MUSIC B.B」10月エンディングテーマ                                      |
| 2023年 | 七夕燦々 ～仙台っ子の夏が来る～ | 仙台七夕まつり 公式ソング                                                            |
| 2023年 | Door                            | 山一地所「誇れる故郷アートプロジェクト」篇 CMソング                                  |
| 2025年 | Door                            | 山一地所「大切な言葉」篇 CMソング                                                    |

## 出演

### テレビ番組
- TBC夏祭り2015 (2015年7月25日、TBC)
- あらあらかしこ (2015年8月29日、仙台放送)
- 突撃！ナマイキTV (2015年11月17日、2016年3月29日、 KHB東日本放送)
- やっぺぇ！たいそう (2017年9月7日、9日、10日、NHK総合)
- LEOの珍丼中 (2017年11月18日、マリネット コミュニティチャンネル)
- 井戸端クイーン (2018年3月9日、TBCテレビ)
- あらあらかしこ (2018年8月18日、仙台放送)
- チャント (2019年5月30日、CBCテレビ)
- ONE SWITCH CAFE (2019年7月8日、TBC)
- かける！～東北・みやぎ復興マラソン２０２０～ (2020年4月22日、仙台放送)
- OH!バンデス (2020年7月7日、ミヤギテレビ)
- Nスタみやぎ (2020年7月14日、TBC)
- ~震災から10年 被災ケーブルテレビ局が伝える~ 今、奏でるメッセージ (2021年3月1日 J:COMテレビ)
- BONBONｰTV (2021年10月、CAT–V)
- 震災特番2022 食で紡ぐ宮城の明日 (2022年3月11日、 J:COMチャンネル)
- ウォッチン！みやぎ (2022年11月15日、TBC)
- やまヤギの何コレ？コレクション (2023年7月16日、TBC)
- tbcテレビ65周年 生中継！tbc夏まつり2024 (2024年7月27日、TBC)
- TBCテレビ65周年わっしょい！みやぎ (2024年8月30日、TBC)
- ひるまでウォッチン！(2025年1月21日、TBC)

### CM
- ダスキンアズミ (2019年11月 - )ナレーション
- イオン「 PEACE FIT 極ふわっと」(2019年11月 - )
- かける！～東北・みやぎ復興マラソン2020～  (2020年4月 - )
- 山一地所
  - 「人と地域のちからに」篇（2021年1月 - ）
  - 「つむぐ手拍子」篇（2022年1月 - ）
  - 「誇れる故郷アートプロジェクト」篇  (2023年12月 - )
- おうちでtbc夏祭り (2021年7月 - )
- JIM BEAM SUMMER FES 2023 in SENDAI  (2023年7月 - )
- JIM BEAM SUMMER FES 2024 in SENDAI  (2024年7月 - )
- イオンモール山形南の夏休み！ (2024年8月 - ) ナレーション
- JIM BEAM SUMMER FES 2024 in SENDAI  (2025年7月 - )

### レギュラーラジオ番組
- 伊東洋平 ボクラノウタ（tbcラジオ）
- 伊東洋平のテリラジまんでい！（RADIO3）